# شستک‌کوچولو
شَستک‌کوچولو یا داومسدیک (به آلمانی: Daumesdick؛ به انگلیسی: Thumbling) یک افسانه مشهور آلمانی است که توسط برادران گریم گردآوری و نخستین‌بار در نسخهٔ دوم کتاب افسانه‌های کودکانه و خانوادگی در سال ۱۸۱۹ با شمارهٔ ۳۷ (KHM 37) منتشر شد. این داستان از نوع ۷۰۰ در نمایه آآرنه-تامپسون است که تحت عنوان کلی «تام تامب» (Tom Thumb) شناخته می‌شود و همچنین شامل یک قسمت از نوع ۴۱ ("پرخوری در شربت خانه") است.

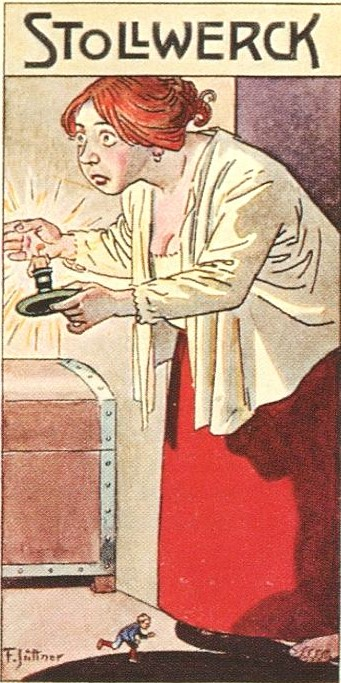
فرانتس آلبرت یوتنر: تام تامب فریاد می زند تا خانه را بیدار کند. ۱۹۰۶

## خلاصهٔ داستان
روزی روزگاری، یک زن و شوهر فقیر و بی‌فرزند آرزو می‌کنند که صاحب فرزندی شوند، حتی اگر آن کودک به کوچکی انگشت شست باشد. پس از هفت ماه، همسر بیمار می‌شود و پسری به دنیا می‌آورد که قدش از انگشت شست بزرگ‌تر نیست. آن‌ها او را شَستک‌کوچولو «داومسدیک» (در آلمانی به‌معنای: شست‌کلفت) می‌نامند. با وجود کوچکی، او پسر باهوش و زرنگی است.
شَستک‌کوچولو که مایل است در کارهای خانه به پدرش کمک کند، پیشنهاد می‌دهد در گوش اسب بنشیند و با فرمان دادن، اسب را به‌سوی جنگل هدایت کند. دو غریبهٔ رهگذر، این صحنهٔ عجیب را می‌بینند و از پدر شَستک‌کوچولو می‌خواهند که او را به آنان بفروشد تا با نشان‌دادن او به مردم ثروتمند شوند. پدر که مردی ساده‌دل است، ابتدا مردد می‌شود، اما پسرش اطمینان می‌دهد که خودش راه بازگشت را پیدا خواهد کرد. پس از دریافت مبلغی، شَستک‌کوچولو بر لبهٔ کلاه یکی از مردان سوار شده و با آنان سفر می‌کند.
در راه، شَستک‌کوچولو آن‌ها را فریب می‌دهد تا اجازه دهند برای قضای حاجت پایین بیاید. او به محض پیاده شدن، در سوراخی مانند لانهٔ موش ناپدید می‌شود. سپس به لانهٔ حلزونی برای استراحت شبانه می‌رود، اما نیمه‌شب، صدای دو دزد را می‌شنود که در حال برنامه‌ریزی برای دزدی از خانهٔ کشیش هستند. شَستک‌کوچولو با صدای بلند به آن‌ها پیشنهاد می‌دهد که او می‌تواند وارد خانه شود و اشیاء قیمتی را از لای میله‌ها بیرون بدهد.
دزدها او را همراه خود می‌برند، اما وقتی شَستک‌کوچولو وارد خانه می‌شود، با فریادهای بلند وانمود می‌کند که با آن‌ها همکاری می‌کند تا اهالی خانه را بیدار کند. او داد می‌زند: «چی می‌خواید؟ همه‌چی رو می‌خواید؟» این کار باعث می‌شود که خدمتکار بیدار شود و دزدها فرار کنند، اما شَستک‌کوچولو در خانه می‌ماند و شب را در انبار کاه می‌خوابد.
صبح روز بعد، خدمتکار کاه‌ها را به گاو می‌دهد و شَستک‌کوچولو همراه کاه‌ها بلعیده می‌شود. از شکم گاو فریاد می‌زند که نمی‌خواهد چیزی بخورد و فضای آن‌جا برایش تنگ است. کشیش فکر می‌کند شیطانی در بدن گاو است، و دستور می‌دهد که گاو را ذبح کنند. شکم گاو را بیرون انداخته و بر روی تودهٔ کود می‌اندازند.
هنوز شَستک‌کوچولو موفق به خروج نشده بود که گرگی از راه می‌رسد و شکم گاو را می‌خورد. شَستک‌کوچولو اکنون در شکم گرگ قرار دارد. او با فریب‌دادن گرگ، وعده می‌دهد که می‌تواند او را به جایی ببرد که غذا فراوان باشد و گرگ را به خانهٔ پدر و مادرش هدایت می‌کند. وقتی گرگ وارد آغل مرغ‌ها می‌شود، پدرش او را می‌کشد و شَستک‌کوچولو را از شکم او بیرون می‌آورد. آن‌ها خوشحال می‌شوند، به او غذا و لباس نو می‌دهند و قول می‌دهند که دیگر هیچ‌گاه او را نفروشند، حتی در برابر تمام ثروت دنیا.

## منشأ و نسخه‌شناسی
داستان «شَستک‌کوچولو» در نسخهٔ نخستین افسانه‌های برادران گریم وجود نداشت و از چاپ دوم در سال ۱۸۱۹ با شمارهٔ ۳۷ اضافه شد. طبق یادداشت‌های خود گریم‌ها، منبع این داستان از «مولهایم در راین» بوده است. گریم‌ها در توضیحات خود این داستان را به داستان «سفرهای شستک‌کوچولو» (KHM 45) مرتبط می‌دانند و به چندین نسخهٔ مشابه در آلمانی و دیگر زبان‌ها نیز اشاره می‌کنند، از جمله در آثار «فوگل»، «ولف»، و «هان».
این داستان شباهت نزدیکی با افسانهٔ انگلیسی تام انگشتی (Tom Thumb) دارد و در بسیاری از ترجمه‌های انگلیسی نیز با همین عنوان شناخته می‌شود. همچنین شباهت‌هایی با «ایسون بوشی» (کودک یک‌انگشتی در فرهنگ ژاپنی) و «بندانگشتی» اثر هانس کریستین اندرسن دارد.

## تحلیل مضمون و نمادها

### فرزند آرزوشده
تولد شَستک‌کوچولو نتیجهٔ آرزوی خالصانهٔ والدینی بی‌فرزند است. این الگو در بسیاری از افسانه‌های دیگر گریم نیز تکرار می‌شود؛ از جمله در «هانس جوجه‌تیغی من» (KHM 108) و «الاغ کوچک» (KHM 144).

### عنصر فریب و زرنگی
گرچه شَستک‌کوچولو از نظر جسمی کوچک است، اما باهوش، پرحرف و فریب‌کار است. او با همین هوش خود را از دست مردان، دزدها، گاو، و گرگ نجات می‌دهد. این ویژگی، او را در زمرهٔ شخصیت‌های «حیله‌گر» یا دغل‌باز در ادبیات فولکلور قرار می‌دهد.

### سمبل زاده شدن غیرمعمول
در برخی باورهای آلمانی، تولد نوزاد در هفت‌ماهگی، نشانهٔ قدرت فوق‌العاده است. شَستک‌کوچولو نیز در هفت‌ماهگی متولد می‌شود و نشانه‌های خارق‌العاده‌ای از خود بروز می‌دهد.

### سفر قهرمانانه و بازگشت
او از خانه بیرون می‌رود، ماجراهای خطرناکی را از سر می‌گذراند، به‌نوعی می‌میرد (بلعیده شدن توسط گاو و سپس گرگ)، اما دوباره بازمی‌گردد. این مسیر نمادی از «سفر قهرمان» در روایت‌های اسطوره‌ای است.

### بدن تغییرپذیر
مانند برخی دیگر از شخصیت‌های افسانه‌های گریم، بدن شَستک‌کوچولو وارد موقعیت‌های غیرممکن می‌شود: نشستن در گوش اسب، خوابیدن در صدف حلزون، بلعیده شدن و زنده‌ماندن در شکم حیوانات. این تحول فیزیکی در تقابل با ذهن باهوش او، تضادی جالب ایجاد می‌کند.

## در ادبیات و فرهنگ
- هانس کریستین اندرسن در سال ۱۸۳۵ نسخه‌ای زنانه از این افسانه با عنوان بندانگشتی نوشت که شباهت‌های زیادی با آن دارد.
- در رمان طبل حلبی اثر گونتر گراس، شخصیت کوتاه‌قد اسکار به تماشای نمایشی از داستان شَستک‌کوچولو می‌رود.
- این داستان الهام‌بخش بسیاری از بازنویسی‌ها و فیلم‌های کودکان شده است.

## داستان‌های مشابه
- ایسون بوشی (ژاپنی)
- تام انگشتی (انگلیسی)
- بندانگشتی (دانمارکی)
- سفرهای شستک‌کوچولو (KHM 45)
- هانس جوجه‌تیغی من (KHM 108)